# Cieśnina Bismarcka
Cieśnina Bismarcka – cieśnina oddzielająca wyspę Antwerpię i Wiencke Island od Wilhelm Archipelago.

## Historia
Cieśninę odkryła wyprawa Johna Biscoe 16 lutego 1832 roku. Została zbadana w 1874 roku przez niemiecką ekspedycję antarktyczną pod kierownictwem Eduarda Dallmanna (1830–1896) i nazwana na cześć kanclerza Ottona von Bismarcka Bismarck-Straße.